# Burchard II. (Schwaben)
Burchard II. (* 883 oder 884; † 29. April 926 gefallen in Novara) war Herzog von Schwaben (917–926) und Rätien. Geboren wurde er als Sohn von Burchard I. Er heiratete Regelinda († 958), die Tochter von Burchard von Worms, eines Nachkommen der Grafen im Wormsgau. Sie heiratete in zweiter Ehe den späteren Herzog Hermann I.

## Leben
Als Sohn von Burchard I. gehörte Burchard II. zu einer der führenden Familien im Südwesten des Ostfrankenreichs, die nachträglich als die Burchardinger bezeichnet werden. Er war an den gewaltsamen Auseinandersetzungen um die Bildung des Herzogtums Schwaben Anfang des 10. Jahrhunderts maßgeblich beteiligt. Er gründete zusammen mit seiner Frau das Kloster St. Margarethen in Waldkirch, um seinen Einfluss auf das Gebiet am Oberrhein zu erweitern.
Im Jahre 911 versuchte sein Vater, seinen Einfluss zu erweitern. Er unterlag Bischof Salomo III. von Konstanz und dem Pfalzgrafen Erchanger und wurde hingerichtet. Burchard II. und seine Frau Regelinda gingen in die Verbannung nach Italien. Anderen Quellen zufolge floh Burchard zu Verwandten nach Italien. Um 913/914 kehrte Burchard aus dem Exil zurück und nahm die Herrschaft und Besitztümer seines Vaters an sich.
Im selben Jahr kämpfte er an der Seite des bayerischen Herzogs Arnulf und des Pfalzgrafen Erchanger gegen die Ungarn in der Schlacht am Inn. Burchard bezog offen Opposition gegen König Konrad I. 915 besiegte er im Kampf bei Wahlwies im Hegau, westlich der Pfalz Bodman, den König. Erchanger wurde zum dux/Herzog ausgerufen. Die Synode von Hohenaltheim verurteilte Erchangers Opposition der Herzöge gegen Konrad. Drei Monate nach der Synode, am 21. Januar 917, ließ der König seine Schwäger Erchanger und Berthold sowie einen ihrer Neffen, Liutfried, im Vertrauen auf die Beilegung des Konfliktes mit Konrad unter eigenwilliger Verschärfung des Synodalbeschlusses hinrichten. Nach der Hinrichtung Erchangers erhob sich Burchard, nahm alle Besitztümer Erchangers an sich und wurde als Herzog in ganz Schwaben anerkannt.
Burchard II. stand im Jahre 919 in harter Bedrängnis durch Rudolf II. von Hochburgund, der die Pfalz Zürich in seine Gewalt gebracht hatte und von dort zum Bodenseegebiet, dem damaligen politischen und kulturellen Zentrum des Herzogtums Schwaben, vordrang. 919 wehrte der Herzog durch seinen Sieg in der Schlacht bei Winterthur die Gebietsansprüche Rudolfs II. von Hochburgund ab und erkannte im selben Jahr den neugewählten ostfränkischen König Heinrich I. an. König Heinrich übergab Herzog Burchard das in Schwaben befindliche Fiskalgut und die anderen materiellen Grundlagen des Königtums. Außerdem überließ er ihm auch die Aufsicht über die Bischofssitze und Reichsklöster, somit konnte er auch dieses Kirchengut der Reichskirche nutzen. In seinen Urkunden führte Burchard als Herzog von Schwaben seine Herrschaft nach königlichem Vorbild auf die Gnade Gottes zurück (divina annuente gratia dux Alamannorum).
Im Jahre 922 bekräftigte Burchard II. den Frieden mit Burgund durch die Zustimmung zur Hochzeit seiner Tochter Berta mit König Rudolf II. von Hochburgund. Als Burchard II. seinen Schwiegersohn Rudolf II. nach Italien zwecks Übernahme des Königtums begleitete, um ihn gegen den von vielen abgelehnten Kaiser Berengar I. (888–924) zu unterstützen, fand er dort auch Gegner vor. Es wurde ein anderer Anwärter auf den Thron, nämlich Hugo, Markgraf von Provence, zur Thronübernahme eingeladen. Burchard II. wurde Ende April 926 vor Novara von den Truppen, die unter dem Befehl von Lambert von Mailand standen, überfallen und getötet.

## Nachkommen
- Gisela, Äbtissin von Waldkirch (* um 905 † 26. Oktober 950)
- Hicha (*um 905 † 950, → Sohn Konrad der Rote) (unbestätigt)
- Burchard III. (* um 915 † 11. November 973)
- Berta (*um 907 † nach 2. Januar 966) ⚭ Rudolf II. König von Burgund
- Adalrich, der Heilige Mönch in Einsiedeln († 973) (unbestätigt)